# Siège de Béziers
Croisade des albigeois
Batailles
Chronologie de la croisade des albigeois
- Béziers
- Carcassonne

- Minerve
- Termes
- Lavaur
- Montgey
- 1er Toulouse
- Castelnaudary
- Muret

- Beaucaire
- 2e Toulouse
- Marmande
- Baziège
- 3e Toulouse

- Avignon
- Montségur

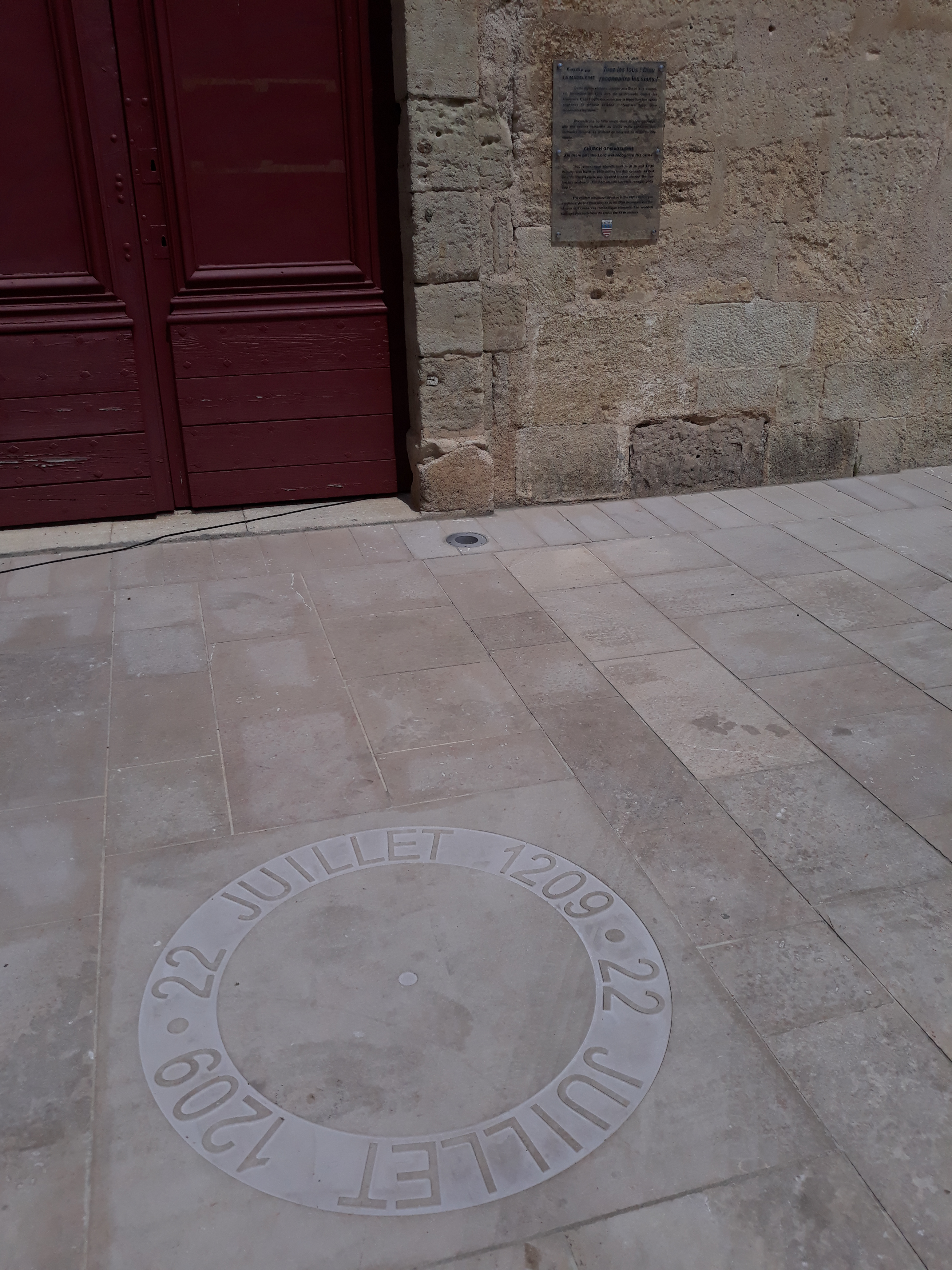
Plaque commémorant le siège de Béziers devant l'église de la Madeleine à Béziers

Le siège de Béziers, ayant eu lieu en 1209, est une opération militaire marquante de la croisade des albigeois et de l'histoire de France.

## Le siège
Après que la prédication pour lutter contre l'hérésie cathare se fut révélée être un échec, et après l'assassinat de Pierre de Castelnau le 14 janvier 1208, Arnaud Amaury (ou Arnaud Amalric), le légat du pape Innocent III, décide de lancer une croisade contre les cathares. Le comte Raymond VI de Toulouse, chef d'une des régions atteintes par l'hérésie, ayant fait amende honorable et rejoint la croisade, les croisés décident d'attaquer les vicomtés de Béziers, du Razès, d'Albi et de Carcassonne, tenues par Raimond-Roger Trencavel.
Quand la croisade arrive à Montpellier, Raimond-Roger se présente et demande une entrevue avec Arnaud Amaury, abbé de Cîteaux et légat du pape. Il réaffirme son attachement à la foi romaine et tente de négocier avec la croisade, mais le légat exige une soumission totale. Le jeune vicomte refuse, jugeant l'exigence inacceptable. Raimond-Roger retourne à Béziers le 21, la met en état de siège pour qu'elle puisse résister pendant au moins quarante jours. Il promet d'envoyer rapidement une armée de secours. Il est compréhensible que le seigneur de Béziers n'ait pas estimé nécessaire d'y rester puisque la ville était très bien défendue et qu'il lui fallait préparer la défense du reste de sa seigneurie.
La croisade est forte d'environ 20 000 hommes. Alors qu'elle approche de la ville, Renaud de Montpeyroux, évêque de Béziers, tente une ultime médiation. Arnaud Amaury exige que les cathares lui soient livrés. L'évêque a dressé une liste de 222 noms d'hérétiques, mais on ne sait sur quels critères il s'est appuyé. L'évêque fait remarquer les difficultés morales et matérielles de cette entreprise, et l'abbé de Cîteaux exige que tous les catholiques sortent de la ville pour ne pas partager le sort des cathares. La population et les consuls (ou capitouls) de la ville repoussent cette exigence, se sentant à l'abri dans la ville et refusant de se désolidariser de leurs concitoyens. Seuls l'évêque et quelques catholiques quittent la ville.
La croisade atteint la ville le 22 juillet. Les fortifications paraissant trop solides pour être prises d'assaut, l'armée commence à s'installer et se prépare à un siège qui promet d'être long. La journée étant particulièrement chaude, des ribauds en profitent pour se rafraîchir et se baigner dans l'Orb. Quelques Biterrois téméraires tentent alors une sortie, sans doute pour narguer l'armée assaillante. Mais l'assaut tourne mal, les Biterrois se trouvent rapidement submergés et refluent vers la ville en désordre, incapables d'empêcher leurs poursuivants d'y pénétrer. Les ribauds envahissent la ville et commencent à massacrer les habitants, n'épargnant même pas ceux qui se sont réfugiés dans les églises. C'est seulement à ce moment qu'Arnaud Amaury et les chevaliers sont avertis de la prise de la ville. Quand ils arrivent, c'est pour constater que le pillage a commencé. Ils tentent de chasser les ribauds de la ville. Pour se venger, les ribauds mettent alors le feu à la ville.

## Pertes humaines
Dans le rapport que les légats adressent au Pape Innocent III, le chiffre de 20 000 morts est cité. Le chroniqueur Pierre des Vaux de Cernay parle de 7 000 personnes massacrées dans la seule église Sainte-Madeleine,. Ces chiffres sont manifestement exagérés, la population de Béziers à l'époque n'excédant pas 14 500 habitants[réf. incomplète]. Selon l'historien Michel Roquebert, « "20 000" ne doit pas être compris comme un dénombrement : c'est une façon de dire qu'il y a un nombre incalculable de morts ; cf. nos expressions "36 chandelles" ou "1000 baisers" ».
Certains historiens comme Jacques Berlioz (p. 68) estiment le nombre de morts réel à quelques centaines, d'autres l'estiment équivalent à la moitié de la population au maximum[réf. incomplète].
Le massacre de la ville de Béziers est entré dans la mémoire locale sous le nom de grand masèl (« grande boucherie » en occitan). Toutefois, selon Michel Roquebert, il fut « somme toute banal : la mise à sac de la première ville qui résistait et le massacre général de sa population était (sic) de règle dans les guerres médiévales ».

## Conséquences politiques
La prise-éclair et le massacre de Béziers fait l'effet d'un coup de tonnerre, et la nouvelle se répand dans toute l'Europe. C'est une grande surprise pour tous car la ville était puissamment fortifiée et rien ne laissait penser qu'elle ne tiendrait pas longtemps.
L'autre conséquence de la prise de la ville est que le vicomte Raimond-Roger Trencavel est paralysé dans son combat. Secourir Béziers n'a plus de sens, et il ne lui reste plus qu'à se retrancher dans Carcassonne pour attendre la fin de la quarantaine, mais le manque d'eau l'oblige à capituler le 15 août 1209. Ses vicomtés sont alors remises par élection à Simon de Montfort, qui tenta de refuser cette charge. Trencavel mourut en prison en novembre 1209.

## «Tuez-les tous, Dieu reconnaîtra les siens»
Lors de la prise de Béziers par la première croisade des albigeois, en 1209, le chef de la croisade, Arnaud Amaury (ou Arnaud Amalric), légat pontifical et abbé de Cîteaux, aurait déclaré, selon le chroniqueur cistercien Césaire de Heisterbach : « Massacrez-les, car le Seigneur connaît les siens » (en latin : Caedite eos ! Novit enim Dominus qui sunt eius), parole que la tradition historiographique a transmise sous la forme de « Tuez-les tous ! Dieu reconnaîtra les siens ». Cette phrase est largement sujette à caution : elle ne se lit que chez Césaire, un moine allemand de l'abbaye cistercienne de Heisterbach, dans son recueil Dialogues des miracles écrit entre 1219 et 1223, alors que les sources locales et contemporaines n'en soufflent mot. Les historiens concluent généralement à l'inauthenticité de la phrase. C'est le cas, par exemple, de Philippe Tamizey de Larroque, en 1866, dans un article qui reproduit les diverses sources. Plus récemment, en revanche, Jacques Berlioz la tient pour vraisemblable dans l'ouvrage qu'il lui a consacré ; il estime qu'elle correspond tout à fait à la mentalité de l'époque.
Le déroulement du siège montre qu'Arnaud Amaury n'est mis au courant de la prise de la ville qu'après le début du massacre. Il ne peut donc pas donner sur le champ les directives qui lui sont attribuées.
Selon Michel Roquebert, le massacre de la population aurait en fait été prémédité, afin de susciter la terreur et faciliter la reddition des prochaines villes à assiéger.